# مهرجان الزاوية الشامل
مهرجان الزاوية الشامل على حداثته يعد من أهم المهرجانات الليبية المحلية واكثرها انتظاماً انطلق عام 2003 واستمر بشكل دوري حتى عام 2011 وكان من المفترض أن تنعقد دورته التاسعة التي تزامنت مع احداث ثورة 17 فبراير الليبية حيث كانت مدينة الزاوية مكان انعقاد المهرجان إحدى المدن الرئيسية في احداث الثورة الليبية.

## نبذة
مهرجان الزاوية هو مهرجان ثقافي رياضي فني ترفيهي شامل ينعقد سنوياً ويستمر اربع أيام  ويتضمن ما يقارب العشر أنشطة يومياً.

## الأنشطة
ومن أهم أنشطة المهرجان الحفلات الفنية التي يحضرها كل ليلة جمهور يتراوح عدده بين 4000 و 7000 متفرج وذلك بمشاركة فنانين من داخل وخارج ليبيا، كما يشارك في سباق الجري ما يقارب 1500 متسابق من مختلف الأعمار، ويشارك في سباق الدراجات مايناهز 500 متسابق  ويصل عدد المتسابقين في أنشطة المهرجان المختلفة إلى ما يقارب 8000 مشارك. 
وتشهد أيام المهرجان مسابقات للرسم ومعارض للكتب والأعمال التقليدية وطيور ونباتات الزينة والمعارض المهنية، كما يعد المهرجان فرصة لإحياء العاب شعبية قديمة وتقام على هامشه مسابقة كأس الزاوية لكرة القدم الخماسية ومسابقة الألعاب البحرية والعديد من الندوات والأنشطة المختلفة.
كما يقدم المهرجان درع التميز لمجموعة من المتميزين من افراد ومؤسسات وقد منح للفنان أيمن الاعتر عن المجال الفني واللاعب طارق التائب في مجال كرة القدم والفنان طاهر جديع البسباسي عن تميزه الاذاعي وإذاعة الزاوية المحلية لتميزها المهني، الخ.
المهرجان الذي تشرف عليه القيادات الاجتماعية بالزاوية تنضمه عدد من المؤسسات الشبابية والأهلية كجمعية الهلال الأحمر بمدينة الزاوية وحركة الكشافة والمرشدات وبيت شباب الزاوية ومنتدى الثقافة والفنون وفرقة الزاوية للفنون الشعبية وفرقة الزاوية للمألوف والموشحات وغيرها من الجهات، كما تساند هذه المؤسسات في انجاح المهرجان مؤسسات خدمية ورسمية أخرى كتلك المسؤولة عن قطاعات الاتصالات والصحة والأمن والكهرباء والنظافة.
وتتابع تنفيذ الانشطة لجان يصل عدد أفرادها إلى مايناهز 200 عضو يترأسها منسق القيادات الشعبية رئيس اللجنة العليا وتضم في عضويتهاعادة مدير مستشفى الزاوية أو امين الصحة وأمين المرافق وامين الأمن العام ومدير البريد والكهرباء ومجموعة من الشخصيات الرسمية.
أما اللجنة التنفيذية التي يترأسها صاحب فكرة المهرجان ربيع شرير تضم في عضويتها منذوبين عن المؤسسات المدنية والأهلية وتتكون من مجموعة من اللجان الفرعية كاللجنة الاعلامية التي تضم في عضويتها مدير الإذاعة المحلية والصحيفة المحلية، واللجنة التراثية وتضم مسؤول السياحة بالمدينة ومندوبين عن الجمعياث التراثية، واللجنة الرياضية تضم رئيس المجلس الرياضي بالمدينة إضافة إلى مندوبين عن الاتحادات والنوادي الرياضية، واللجنة الأمنية تتكون عادة من رئيس شرطة المرور بالمدينة ورئيس مركز شرطة النجدة، ولجنة المعارض وتضم مجموعة من الفنانيين وبعض رؤساء الاتحادات المهنية، وغيرها من اللجان.
ويتسلم المتسابقون أيام المهرجان ما يقارب 500 جائزة منها دراجات هوائية وأجهزة حاسوب وأجهزة تلفزيونية وغيرها.

## أوقات المهرجان
ويقام المهرجان في أواخر شهر يوليو وأوائل  أغسطس، ويعد أهم مهرجان تشهده المدينة في تاريخها واحد أهم المهرجانات في ليبيا.